# Bis zum letzten Tropfen
Bis zum letzten Tropfen ist der sechste investigative Spielfilm des Filmemachers und Grimme-Preisträgers Daniel Harrich aus dem Jahr 2022. Der Film basiert auf mehrjährigen journalistischen Recherchen und ist an den Konflikt um die Genehmigung eines dritten Brunnens zur Entnahme von Tiefengrundwasser für die Firma Coca-Cola und ihre Wassermarke ViO in Lüneburg angelehnt.

## Handlung
Martin Sommer, der junge und idealistische Bürgermeister einer Provinzgemeinde in Tauberfranken, vergibt auf Anregung der zuständigen Behörden und auf Rat seines engsten Vertrauten deren Grundwasserrechte an einen Großkonzern, der das Wasser in Flaschen abfüllen und weltweit verkaufen will. Als Bauer Bernhard, dessen gepachteter Grund für den neuen Brunnen genutzt werden soll, auf die Barrikaden geht, kommt es zum Aufruhr in der verschlafenen Gemeinde.
Der Bürgermeister muss alle Hebel in Bewegung setzen, um den Stadtfrieden zu wahren, doch es entsteht eine Protestbewegung gegen die Wasser-Pläne der Stadtverwaltung, der sich auch Ava, die Tochter des Bürgermeisters, anschließt.
Als Martin erkennt, dass er hinters Licht geführt worden ist und seinen Fehler rückgängig machen will, muss er feststellen, dass er einen Prozess in Gang gesetzt hat, den er nicht mehr alleine aufhalten kann. Zusammen mit seiner Tochter und der lokalen Protestbewegung sieht er sich wirtschaftlichen und politischen Interessen auf höchster Ebene gegenüber, will den Kampf aber nicht aufgeben.

## Setting
Die Handlung spielt im fiktiven Lauterbronn, einer Kleinstadt in Tauberfranken, an der nördlichen Grenze zwischen Baden-Württemberg und Bayern. Hier kennt man sich und seine Nachbarn, Familie und Gemeinschaft zählen tatsächlich noch was. So sagt man zumindest. Die Region ist wirtschaftlich unterentwickelt, stark von der Landwirtschaft abhängig und leidet unter dem Verlust junger Bürger, die es in die Großstädte zieht. In Lauterbronn dreht sich mehr oder weniger alles um den historischen Marktplatz: Vom Rathaus über die Gesamtschule, den Supermarkt, die Polizeiwache und den kommunalen Wasserversorger – alle sind rund um den Brunnen versammelt. Denn Lauterbronn verfügt über besonders gute Grundwasservorkommen, die eine regionale Firma unter der Marke LauterUrQuell als Flaschenwasser vertreibt. Doch das Geschäft ist hart umkämpft und das kleine Unternehmen hat keine Zukunftsperspektive. Bis ein Global Player das Traditionsunternehmen übernimmt.
Die Dreharbeiten fanden unter strenger Geheimhaltung und Einhaltung von Corona-Schutzmaßnahmen in und um Weikersheim in Baden-Württemberg statt. Gedreht wurde, unter anderem, am historischen Marktplatz, in der Firma Wittenstein und in der Tauberphilharmonie Weikersheim.

## Politische Premiere & Veröffentlichung
Die Uraufführung von Bis zum letzten Tropfen fand auf höchster politischer Ebene im Deutschen Bundestag am 14. März 2022 statt. Bis zum letzten Tropfen wurde mehrfach im Bundestag thematisiert und im Plenarsaal debattiert.
Bis zum letzten Tropfen war Auftakt des ARD Themenschwerpunkts „#unserWasser“ und stellte mit mehr als 40 Millionen Kontakten eine neue Rekordreichweite für ein Programm der ARD auf.

## Rezeption
Daniel Harrich wurde für das Projekt mit dem Umweltmedienpreis 2022 ausgezeichnet. Die Jury der Deutschen Umwelthilfe sagt:

„Der ARD-Thementag #unserWasser, der das massiv unterbelichtete Thema Wasserknappheit in Deutschland auf das Tableau holt, zeigt, in welcher dramatischen Lage wir uns hierzulande bereits jetzt befinden. Mit großartigem Gespür für Mensch und Wissenschaft geht er einem Streit um das Wasser bei Lüneburg nach und stößt dabei auf eine Reihe von besorgniserregenden neuen Daten und Erkenntnissen. Dabei wirft der Filmemacher die bisher ungeklärte Frage auf, wem unser Trinkwasser eigentlich gehört.“

Das Lexikon des internationalen Films gibt eineinhalb von fünf Sternen und resümiert: „Das Fernsehdrama nimmt den zunehmend verschärften Kampf um die schwindenden Wasservorräte in den Blick, bricht Figuren und Konflikte aber derart plakativ herunter, dass die komplexe Thematik nur verschwommen vermittelt wird. Die aufklärerische Absicht läuft damit ins Leere.“